# Gallery of Suicide
Gallery of Suicide är Cannibal Corpses sjätte studioalbum, utgivet den 21 april 1998 på etiketten Metal Blade Records. Det är det första Cannibal Corpse-albumet med gitarristen Pat O'Brien, som tidigare var medlem i heavy metal-bandet Nevermore.

## Låtförteckning
| Nr           | Titel                              | Text                 | Musik            | Längd |
| ------------ | ---------------------------------- | -------------------- | ---------------- | ----- |
| 1.           | I Will Kill You                    | Webster              | Webster          | 2:47  |
| 2.           | Disposal of the Body               | Webster              | Webster          | 1:54  |
| 3.           | Sentenced to Burn                  | Webster              | Webster          | 3:06  |
| 4.           | Blood Drenched Execution           | Mazurkiewicz, Fisher | Webster, O'Brien | 2:40  |
| 5.           | Gallery of Suicide                 | Mazurkiewicz         | Webster, Owen    | 3:55  |
| 6.           | Dismembered and Molested           | Webster              | Webster, Owen    | 1:53  |
| 7.           | From Skin to Liquid (instrumental) |                      | Webster, O'Brien | 5:30  |
| 8.           | Unite the Dead                     | Webster              | Webster, Owen    | 3:05  |
| 9.           | Stabbed in the Throat              | Mazurkiewicz         | O'Brien          | 3:26  |
| 10.          | Chambers of Blood                  | Webster              | Webster          | 4:11  |
| 11.          | Headless                           | Mazurkiewicz         | Webster          | 2:22  |
| 12.          | Every Bone Broken                  | Mazurkiewicz         | Owen             | 3:18  |
| 13.          | Centuries of Torment               | Webster              | Webster          | 4:04  |
| 14.          | Crushing the Despised              | Webster              | Webster, Owen    | 1:56  |
| Total längd: | Total längd:                       | Total längd:         | Total längd:     | 44:13 |

"From Skin to Liquid" är en av Cannibal Corpses få instrumentala låtar. Ett annat exempel är "Infinite Misery" från albumet Kill (2006).

## Medverkande
Musiker (Cannibal Corpse-medlemmar)
- George "Corpsegrinder" Fisher – sång
- Jack Owen – gitarr
- Pat O'Brien – gitarr
- Alex Webster – bas
- Paul Mazurkiewicz – trummor

Produktion
- Jim Morris – producent, ljudtekniker, mixning, mastering
- Vincent Locke – omslagsdesign
- Brian J. Ames – design
- Al Messerschmidt – foto
- Alison Mohammed – foto